# Roy Bennett
Roy Bennett, född 16 februari 1957 i Rusape i dåvarande Sydrhodesia, död 17 januari 2018 i Colfax County i New Mexico i USA (i en flygolycka), var en zimbabwisk politiker och lantbrukare, som var medlem i oppositionspartiet Movement for Democratic Change (MDC). Bennett talade förutom engelska även flytande shona.
Bennett, en vit före detta lantbrukare, valdes in i parlamentet för Morgan Tsvangirais parti Movement for Democratic Change år 2000. År 2004 dömdes han till 15 månaders fängelse för att ha knuffat omkull Zimbabwes justitieminister Patrick Chinamasa vid ett gräl inne i parlamentshuset.
2006 anklagades han för att ha deltagit i en komplott för att döda president Robert Mugabe, och flydde till Sydafrika för att undgå att gripas. Hans parti MDC menar att anklagelserna varit politiskt motiverade, och hävdade hans oskuld. När han återvände till Zimbabwe för att ta sin plats som vice jordbruksminister greps han i februari 2009 för de misstänkta komplottplanerna. Den 10 maj 2010 frikände en domstol i Harare Bennett på alla punkter.
Bennett och hans hustru avled i en helikopterolycka i USA.